# Сецесия
Сецесия (букв. оттегляне) – доброволно краткотрайно масово изгнание на плебса в близката до Рим Свещена планина (или Авентин) като форма на гражданска съпротива и бунт срещу тежкото си икономическо положение и неравностойното си обществено положение спрямо патрициите. Известни са две изключително важни сецесии:
- 494 пр. Хр. вследствие на тази сецесия е основана магистратурата на народния трибун.
- 449 пр. Хр. ознаменуването на кодификацията на първото писано законодателство в Рим (Дванадесетте таблици) и възстановяване на прекъснатата за две години магистратура на народен трибун.